# 川村英樹
川村英樹（かわむら ひでき、1971年3月8日 - ）は新潟県豊栄市（現新潟市北区）出身のパティシエ。ルレ・デセール会員。有限会社HIDEKIが運営するケーキ屋「アテスウェイ」のオーナーシェフ。　

## 経歴
- 1971年（昭和46年） -  3月8日、新潟県出身。
- 1989年（平成元年） -  東京プリンスホテル入社。
- 1997年（平成9年）  -  日本人初、「第16回クープ・ド・フランス世界大会」総合優勝。
- 2000年（平成12年） -  渡仏、ブルターニュ地方の4つ星ホテル「グランドホテル テルメスマリーン」勤務。
  - フランス・アルパジョンコンクール「ショコラ」部門優勝。
- 2005年（平成17年） -  初プロデュースで浦安「プルーム」開業。
- 2007年（平成19年） -  「アテスウェイ」オーナーシェフ。
  - 「アテスウェイ」とは、フランス語で「願い事が叶いますように！」を意味する
- 2008年（平成20年） -  WPTC（ワールドペストリーチームチャンピオンシップ）キャプテン・飴細工部門担当。
- 2015年〈平成27年〉 - ルレ・デセール・インターナショナル会員。
- 2016年〈平成28年〉 - 米国ペストリーライヴ・ショコラで優勝する。
- 2017年〈平成29年〉 - アテスウェイに隣接するグラスとショコラの店「グラス・エ・ショコラ」をオープン。

## 著作
- 「ブルターニュに学んだ菓子」（'04.3.24発行）
- 「おいしいショコラは美しい」（'05.12.18発行）
- 「SWEETS PYXIS」（'06.3.3発行）
- 『アテスウェイ 川村英樹の菓子』ISBN 978-4-388-06311-6 柴田書店〈2019年7月2日〉[1]

## 役職
- ルレ・デセール会員。
- 日本洋菓子協会連合会指導委員。
- レ・ ザミ・ドゥ・キュルノンスキー（世界美食家協会）日本支部会員。